# Šport (televízióadó)
A Šport (magyarul: Sport) a negyedik szlovák közszolgálati televíziós csatorna, amelyet a Szlovák Rádió és Televízió (RTVS) üzemeltet. A csatorna 2021 decemberében kezdte meg a műsorsugárzást. Tematikailag a magyar M4 Sporthoz hasonlít.
Korábban 2008-ban STV3 néven indított sportcsatornát a szlovák közmédia, de anyagi okokra hivatkozva 2011-ben megszüntették azt.
A csatorna elérhető a földi DVB-T szabványban SD-ben, DVB-T2 szabványban HD-ben és SD-ben, valamint műholdas sugárzásban SD felbontásban.